# 源啓
源 啓（みなもと の ひらく）は、平安時代初期から前期にかけての貴族。嵯峨天皇の皇子。官位は従四位上・越前守。

## 経歴
母の山田近子は嵯峨天皇の晩年の更衣であったが、啓は特に鍾愛を受けた。勅命により兄の左大臣・源常の養子となるが、常は実の子のように親愛し、日常に必要な器具や玩具を全て与え、才学のある大学生を招いて学問の師となし、書籍を学ばせたという。
文徳朝初頭の仁寿元年（851年）正六位上から六階昇進して従四位上に叙せられる。斉衡3年（856年）越中守、天安3年（859年）加賀守、貞観5年（863年）相模守、貞観11年（869年）越前守と、文徳朝から清和朝前半にかけて地方官をいずれも遙任で歴任した。
仏教への信仰心が篤く、親密にしていた年齢の近い甥の源直（源常の子）と、共に出家しようと常日頃語りあっていた。しかし、その意志を果たせずにいたところ、病を発して重態となったことから出家し、貞観11年（869年）8月27日卒去。享年41。最終官位は従四位上行越前守。

## 人物
漢文を非常に愛好したが、射術も得意であり、また音楽の才があり歌も得意であった。性格はつつしみ深く温厚であり、兄弟からも尊敬されたという。

## 官歴
『六国史』による。
- 時期不詳：正六位上
- 仁寿元年（851年） 11月26日：従四位上（越階）
- 斉衡3年（856年） 正月12日：越中守
- 天安3年（859年） 正月13日：加賀守
- 貞観5年（863年） 2月10日：相模守
- 貞観11年（869年） 2月16日：越前守。8月27日：卒去（従四位上行越前守）

## 系譜
- 父：嵯峨天皇
- 母：山田近子 - 更衣
- 生母不明の子女
  - 男子：源記
  - 男子：源尋